# Ochil Hills
Ochil Hills är kullar i Storbritannien.   De ligger i kommunen Perth and Kinross och riksdelen Skottland, i den norra delen av landet, 600 km norr om huvudstaden London.